# Mirinda Carfrae
Mirinda Carfrae (Brisbane, 26 maart 1981) is een Australische triatlete actief sinds 2002. Zij behoort met 3 Ironman Hawaï-overwinningen tot de beste triatleten aller tijden. Ze staat bekend om haar fenomenale loopprestaties. Tijdens de Ironman-wedstrijden zijn er nooit veel mannen die sneller lopen. Ze is in 2013 getrouwd met de Amerikaanse triatleet Timothy O'Donnell.

## Palmares
2014
- WK Ironman Hawaï
- 12de WK 5150 Championship
- Challenge Roth
- 1/2 Challenge St. Andrews
- 1/4 Escape from Alcatraz
- 4de Ironman 70.3 St. Croix
- 7de 1/4 St. Anthony's Triathlon
- Ironman 70.3 Brazilië

2013
- WK Ironman Hawaï
- Ironman 70.3 Muskoka
- Ironman 70.3 Racine
- 5de 1/2 Rev3 Quassy
- 4de 1/4 Rev3 Knoxville
- 6de 1/4 St. Anthony's 5150
- 8ste Ironman 70.3 California

2012
- Ironman Florida
- WK Ironman Hawaï
- Ironman 70.3 Lake Stevens
- Ironman 70.3 Muncie
- 1/2 Rev3 Quassy
- 9de 1/4 St. Anthony's 5150
- Ironman 70.3 New Orleans
- Ironman Melbourne

2011
- WK Ironman Hawaï
- 1/4 Hy-Vee 5150 US Championship
- Ironman 70.3 Vineman
- Ironman 70.3 Eagleman
- 1/2 Rev3 Quassy
- Ironman 70.3 St. Croix
- Ironman 70.3 California
- Ironman New Zealand

2010
- WK Ironman Hawaï
- Ironman 70.3 Muskoka
- Ironman 70.3 Calgary
- Ironman 70.3 Vineman
- 1/2 TriGrandPrix Basque
- 1/4 St. Anthony's 5150
- Ironman 70.3 California

2009
- WK Ironman Hawaï
- Ironman 70.3 Muskoka
- Ironman 70.3 Calgary
- 1/8 Aflac Irongirl Atlanta
- Ironman 70.3 Eagleman
- 1/2 Rev3 Quassy
- Ironman 70.3 St. Croix
- Ironman 70.3 California

2008
- 1/3 Laguna Phuket Triathlon
- 1/4 St. Croix Triathlon
- 12de WK Ironman 70.3 Clearwater
- 5de 1/4 Triathlon Los Angeles
- Ironman 70.3 Newfoundland
- Ironman 70.3 Buffalo Springs
- 1/4 Battle at Midwau
- 1/4 Escape from Alcatraz
- Ironman 70.3 St. Croix
- 1/4 St. Anthony's Triathlon
- 1/4 Las Vegas Iron Girl
- Ironman 70.3 California
- Ironman 70.3 Geelong

2007
- 1/3 Laguna Phuket Triathlon
- 1/4 St. Croix Triathlon
- WK Ironman 70.3 Clearwater
- 1/4 Dallas US Open
- 1/4 Triathlon Los Angeles
- Ironman 70.3 Singapore
- 5de 1/4 Triathlon Chigaco
- Ironman 70.3 Spirit of Racine
- 7de 1/4 Triathlon Minneapolis
- Ironman 70.3 Buffalo Springs
- Ironman 70.3 Eagleman
- Wildflower Longe Course
- 4de 1/4 St. Anthony's Triathlon
- 5de 1/8 Sprint Triathlon Perth

2006
- WK Ironman 70.3 Clearwater
- Ironman 70.3 Baja
- Ironman 70.3 St. Croix
- 4de Ishigaki ITU Triathlon World Cup

2005
- WK Lange Afstand Fredericia
- 8ste Edmonton ITU Triathlon World Cup
- 9de Cornerbrook ITU Triathlon World Cup
- Mountaineer Half Ironman
- Eagleman Half Ironman
- Florida Half Ironman
- 7de Ishigaki ITU Triathlon World Cup
- 10de Honolulu ITU Triathlon World Cup
- Port Macquarie Half Ironman
- 9de Hobart ITU Triathlon World Cup
- 1/4 Triathlon Dalby

2004
- 3/4 Internationale Triathlon Nice
- Salford ITU Triathlon World Cup
- 10de Corner Brook ITU Triathlon World Cup